# Aleixo I de Moscou
Aleixo (em russo:  Алексий; nascido: Sérgio Vladimiroviche Simanski, em russo:  Серге́й Влади́мирович Сима́нский, transl. Sergei Vladimirovich Simansky; 27 de outubro (8 de novembro, conforme calendário gregoriano) de 1877, Moscou, Império Russo - 17 de abril de 1970, Peredelkino, Oblast de Moscou, URSS) foi bispo da Igreja Ortodoxa Russa, Patriarca de Moscou e Toda a Rússia de 4 de fevereiro de 1945 a 17 de abril de 1970, além de teólogo, professor, candidato a ciências jurídicas (1899), doutor em teologia (1949).
Ele ocupou o trono patriarcal de Moscou por mais de 25 anos - o mais longo da história da Igreja Russa. Nem durante sua vida, nem depois de sua morte - até a entronização de Aleixo II - foi um número jamais utilizado no nome.